# Ranica
Ranica (lombardul: Ranga vagy Laranaga) település Olaszországban, Lombardia régióban, Bergamo megyében. Lakosainak száma 5893 fő (2023. január 1.). Ranica Gorle, Alzano Lombardo, Scanzorosciate, Torre Boldone, Ponteranica és Villa di Serio községekkel határos.

## Népesség
A település lakossága az elmúlt években az alábbi módon változott:
| Lakosok száma | 5957 | 5945 | 5893 |
|               | 2017 | 2018 | 2023 |